# Apion hydrolapathi
Apion hydrolapathi är en skalbaggsart som först beskrevs av Thomas Marsham 1802.  Apion hydrolapathi ingår i släktet Apion, och familjen spetsvivlar. Arten är reproducerande i Sverige.